# Акао Сатосі
Сатосі Акао (яп. 赤尾 敏, Акао Сатосі), більш відомий як Бін Акао (15 січня 1899 року, Нагоя — 6 лютого 1990 року, Токіо) — японський ультраправий політик, письменник, депутат парламенту. Засновник націоналістичної організації Патріотична партія «Велика Японія». Ідеолог японо-американського союзу, жорсткий противник СРСР. Правий екстреміст, активний популіст. Підозрювався в причетності до політичного тероризму та кримінальних зв'язках.

## Ліві захоплення молодості
Народився в сім'ї підприємця. Рано захопився політикою. В молодості сповідував соціалістичні погляди, контактував з комуністичним підпіллям. Займаючись сімейним бізнесом, вкладав кошти в соціальні проекти, намагався заснувати соціалістичне агропідприємство, брав участь у діяльності радикальних профспілок. Одночасно виявляв себе як літератор, писав романи в жанрі соціальної утопії. З середини 1920-х років почав формулювати концепції національного та «імператорського» соціалізму.
Був заарештований за збір коштів у підприємців, кваліфікований як вимагання. Перебуваючи в ув'язненні, розчарувався в лівих ідеях. Вивчав буддійську, конфуціанську і християнську філософію. Перейнявся японським націоналізмом і крайнім антикомунізмом.

## У роки імперської експансії
На початку 1930-х років Акао брав активну участь у формуванні вкрай правих ультранаціоналістичних організацій. Він очолював «Товариство будівельників держави», одну із структур «Всеяпонської ради спільної боротьби патріотичних організацій» — правопопулістського руху за типом італійської фашистської партії. Характерно, що в гаслах Ради звучали не тільки антикомуністичні, але і антикапіталістичні мотиви.
У роки Другої світової війни підтримував японську експансію, але заперечував проти нападу на США. Америку Акао вважав форпостом проти радянського комунізму. Через свою проамериканську позицію мав у правлячих колах репутацію свого роду «дисидента». У 1942 році був обраний в нижню палату парламенту.

## Ультраправий екстремізм
На початку післявоєнної окупації Акао був тимчасово відсторонений від політичної діяльності. Повернувся до політики на початку 1950-х. У 1951 створив Патріотичну партію «Велика Японія». Програма партії поєднувала японський націоналізм з проамериканським курсом на антикомуністичній і антирадянській основі і продовжувала в нових умовах традиції 1930-х. Політична структура Акао була складовою частиною оперативної праворадикальної мережі, замкнутої на лідера ультраправих сил країни, видного діяча ВАКЛ Есіо Кодаму.
У партії існував силовий підрозділ, який практикував напади на лівих активістів. Акао підозрювався у зв'язках з кримінальними структурами — оскільки подібні зв'язки були важливою відмінною рисою всієї системи Кодами. У січні 1960 бойовики партії Акао здійснили серію нападів та агітаційних акцій. Після 12 жовтня 1960 року Акао був заарештований за підозрою в організації вбивства соціалістичного політика Инедзіро Асануми, противника японо-американського союзу. «Велика Японія» була зарахована до екстремістських організацій. Однак Акао знову був звільнений за браком доказів після самогубства Отоя Ямагуті, безпосереднього виконавця вбивства Асануми. Причому цей випадок не став останньою силовою акцією ультраправих. У загальній складності Бін Акао 25 разів заарештовувався за акти політичного насильства.

## Антирадянський акцент
Згодом Акао діяв в рамках офіційної законності. Зокрема, агітація здійснювалась шляхом автопробігів під прапорами Японії, США і Великої Британії. Акао закликав зміцнювати японо-американський військово-політичний союз для спільної боротьби з СРСР. Він також був прихильником японо-британського зближення і співпраці з Південною Кореєю проти КНДР. Займав вкрай агресивну позицію в питанні про «північних територіях».

Комунізм — наш ворог, і, якщо ми його не знищимо, комунізм знищить нас. Трощіть його! Він наш самий страшний ворог! Сила врятує світ на землі. І в такому збройному світі найсильнішими повинні бути Америка і Японія. Військові бази — форпости боротьби за мир — повинні оточувати Радянський Союз. Червоним вдалося згорнути війну у В'єтнамі, але будуть ще інші В'єтнами! В'єтнам — в Європі! В'єтнам — в Африці! В'єтнам — у Латинській Америці! В'єтнам скрізь, де є червоні! Моя мрія — побачити в такому В'єтнамі японських солдатів.
Сатосі Акао

Акао і його прихильники закликали до заборони японської компартії. Висувалися гасла «Помстимося СРСР!», «Геть 1 травня!», «Допоможемо Ізраїлю!» У 1982 році Акао організував вуличні акції на підтримку польської профспілки «Солідарність», мотивуючи це завданнями антирадянської боротьби.

## Місце в японській політиці
Бін Акао та його структури вважалися правоекстремістськими маргіналами. Причетність до режиму 1930-1940-х років, кримінальна репутація, граничний радикалізм виключали можливість інтеграції Акао в офіційну політичну еліту навіть при збігу позицій по ряду важливих питань. Негативно ставилася до Акао і велика частина японського суспільства, яка не сприймала будь-який екстремізм.

Водночас правий радикалізм Акао був невід'ємним елементом японського політичного життя. Його дії були помітним чинником політики, який доводилося враховувати. Акао був харизматичним оратором, його виступи впливали на політизовану молодь. Ультраправі мали і свій стійкий електорат. У 1989 році 90-річний Акао знову був обраний у палату радників японського парламенту.

Комуністична партія? Нічого страшного — суд і наказ про ліквідацію. Соціалістична партія? Керівники та журналісти… Ліберально-демократична партія? Гнилі хлопці. Банки по всій країні, керівники корпорацій по тюрмах. Ні, хлопці, так не можна. Країні потрібен господар… А я не думаю, що мені 90 років. Це ви так думаєте.
Сатосі Акао

Помер Бін Акао в 1990 році, до кінця життя зберігаючи політичну активність.
Політична біографія Сатосі Акао — типовий приклад зміни ультралівого радикалізму на ультраправий, «перетікання» соціалізму в фашизм. Однак установка на максимальне співробітництво з США надавала деяку специфіку його програмі (наприклад, проізраїльський настрій). Загалом же концепції Акао були різновидом ідеології ВАКЛ.
Бін Акао — автор ряду книг, у тому числі політологічних есе націоналістичного, антирадянського і проамериканського характеру.